# Hoří, má panenko
Hoří, má panenko é um filme de drama tchecoslovaco de 1967 dirigido e escrito por Miloš Forman. Foi indicado ao Oscar de melhor filme estrangeiro na edição de 1968, representando a Tchecoslováquia.